# Damijan Močnik
Damijan Močnik, slovenski skladatelj, dirigent in pedagog, * 30. november 1967, Kranj.

## Življenje in delo
Damijan Močnik se je rodil v Kranju 30. novembra 1967. Leta 1991 je diplomiral iz kompozicije na Akademiji za glasbo v Ljubljani, kjer je za Symphonic movement prejel študentsko Prešernovo nagrado. Pozneje se je večkrat izpopolnjeval v tujini, tudi pri Ericu Ericsonu.
Deluje kot dirigent KZ Megaron, CMePZ Andrej Vavken in kot glasbeni pedagog in umetniški vodja glasbenih dejavnosti v Zavodu sv. Stanislava in na Škofijski klasični gimnaziji v Šentvidu, kjer je zaslužen za izgradnjo t.i. zborovske piramide, hierarhičnega sistema petih gimnazijskih zborov in dveh zborov alumnov, ki delujejo v okviru Zavoda sv. Stanislava. Na Škofijski klasični gimnaziji vodi Mladinski mešani zbor sv. Stanislava in skupaj z Žigom Faganelom Godalni orkester Glasbene šole v Zavodu sv. Stanislava.
Njegove zborovske skladbe prepevajo zbori širom sveta (Evropa, Amerika, Japonska, ...). K njegovi prepoznavnosti je pomembno vplivala zgoščenka Verbum supernum prodiens, ki jo je izdala založba Carus iz Frankfurta, še posebej pa skladba Christus est natus, ki jo je med mnogimi izvedel in posnel tudi Svetovni mladinski zbor pod vodstvom Garyja Gradna. Leta 1995 je s pesmijo Tisoč let je že minilo zmagal na natečaju za pesem ob prvem obisku papeža Janeza Pavla II. v Sloveniji. Decembra 2018 je premiero doživela njegova prva mladinska opera Všeč si mi.
Vsako leto priredi SOZ, Slovenski otroški zbor, ko se okrog sto otrok zbere v Šentvidu in se teden dni uči raznih težjih in malo lažjih pesmi, in potem svoje enotedensko znanje upodobijo tudi na dveh koncertih.
V veliki meri se posveča zborovski sakralni glasbi, sklada tudi orkestralna in druga dela. Velja za enega najbolj izvajanih slovenskih sodobnih skladateljev. Za svoje delo in izvajanja je prejel številne domače in mednarodne nagrade. Leta 2019 mu je Javni sklad za kulturne dejavnosti podelil srebrno plaketo za pedagoško delo ter obsežen in izvrsten glasbeni opus. Leta 2021 je postal docent na Akademiji za glasbo v Ljubljani na oddelku za sakralno glasbo, kjer poučuje glasbene stavke in analizo glasbenih oblik.

## Slog
Močnikov glasbeni izraz temelji na inovativnih ritmičnih in melodičnih idejah. Melodije pogosto nakazujejo korenine v gregorianiki in slovenski ljudski glasbi. Take tekoče melodične zasnove Močniku dovoljujejo ustvarjanje različnih polifonih, politonalnih in polikordalnih struktur.

## Nagrade
- Študentska Prešernova nagrada
- Nagrada za izjemne dosežke na področju srednjega šolstva 2013
- Druga nagrada na skladateljskem natečaju mednarodnega festivala Rhein/Ruhr l. 1996, Bochum[2]
- Tretja nagrada na kompozicijskem tekmovanju l. 2012, Stockholm[3]
- Srebrna plaketa Javnega sklada Republike Slovenije za kulturne dejavnosti[7]
- Nagrada Prešernovega sklada 2022[9]
- Kozinova nagrada 2022, za zaokroženi sakralni opus[10]